# Giovanni Paolo Benotto
Giovanni Paolo Benotto (Pisa, Toscana; 23 de septiembre de 1949) es un arzobispo católico, filósofo, teólogo y profesor italiano. Tras su ordenación sacerdotal ha ocupado diversos cargos en su archidiócesis natal y desde 2003 a 2008 fue el Obispo de la diócesis de Tívoli.
Desde el 2 de febrero de 2008, es el nuevo arzobispo de Pisa, en sucesión de Mons. Alessandro Plotti y también es miembro de la Congregación para las Causas de los Santos, miembro del Consejo de Asuntos Económicos de la Conferencia episcopal Italiana (CEI) y director general del Comité del Campus de la Conferencia Toscana.

## Biografía
Nacido en la ciudad italiana de Pisa, perteneciente a la región de la Toscana, el día 23 de septiembre de 1949. Al finalizar sus estudios primarios, pasó al "Liceo Scientifico Ulisse Din" de la ciudad natal, donde obtuvo su diploma de graduado en secundaria.
Posteriormente tras haber descubierto su vocación religiosa, ingresó en el Seminario archidiocesano, donde realizó su formación eclesiástica y se tituló en Filosofía y Teología. Fue ordenado sacerdote el día 28 de junio de 1973, para la natal archidiócesis de Pisa y por el entonces arzobispo metropolitano Mons. Benvenuto Matteucci.
Tras su ordenación en 1973, inició su ministerio sacerdotal en su archidiócesis, siendo el secretario personal del arzobispo Benvenuto, hasta 1980. Seguidamente desde 1981 a 1993, fue el párroco de la Iglesia de San Miguel Arcángel del municipio de Oratoio y a su vez fue director de la Oficina Litúrgica diocesana y profesor de teología en el seminario arquidiocesano ("el mismo al que asistió").
Y desde 1993 a 2003 ostentó los cargos en la archidiócesis, como vicario general y canónigo de la Catedral de Santa María Asunta de Pisa.
El 5 de julio de 2003, el papa Juan Pablo II lo nombró obispo de la diócesis de Tívoli.

Recibiendo la consagración episcopal el 7 de septiembre del mismo año, en la Catedral de Santa María Asunta, teniendo como consagrante a Mons. Alessandro Plotti y como co-consantes a Mons. Paolo Romeo y a Mons. Pietro Garlato.
Tres años más tarde el 18 de agosto de 2006, además de su cargo como obispo, fue nombrado en la Curia Romana como miembro de la Congregación para las Causas de los Santos.
Actualmente desde el 2 de febrero de 2008, el papa Benedicto XVI lo nombró como nuevo arzobispo de la archidiócesis de Pisa, en sucesión del anterior arzobispo metropolitano Mons. Alessandro Plotti que dejó el cargo tras haber para ocupar otro.
Tomó posesión de la archidiócesis el día 6 de abril de ese año y también se ha convertido en el primer arzobispo natal de la misma archidiócesis después de un total de 202 años, siendo el último Mons. Ranieri Alliata que lo fue desde 1806 a 1836.
A su misma vez, además de ser arzobispo y miembro de la Congregación para las Causas de los Santos, es miembro del Consejo de Asuntos Económicos de la Conferencia episcopal Italiana (CEI) y director general del Comité del Campus de la Conferencia Toscana.

## Escudo
La forma de su escudo episcopal, tiene la forma del escudo de armas más utilizado por los religiosos, que es el escudo samnita. Contiene el sombrero episcopal verde (el color de los patriarcas, arzobispos y obispos). El poste que soporta el escudo termina con las trifoliadas y una subterránea cruz.
La parte superior recuerda a la cruz de bandera concebida por el Santo Padre a la Iglesia de Pisa en el siglo XIII, con la cruz blanca sobre el campo de heráldica de color rojo. Sobre el palio se cuelga el signo metropolitano. Y en la parte inferior, el capo de heráldica es de color azul, en memoria del Arzobispo de Pisa (1406-1411) el cardenal Mons. Alamanno Adimari, que murió en Tívoli en 1422. El campo está cortado por dos ondas que se ejecutan en paralelo, con indicación de los ríos Aniene y el Arno, cruzando la ciudad de Tívoli y Pisa, en referencia a su paso seguido como obispo y arzobispo de las dos ciudades. 
Su lema utilizado en su escudo es: (en latín) "OMNES IN CHRISTO UNUM".

## Publicaciones
- Juan Pablo Benotto, Oratoio: notas para una historia, la publicación parroquial, en octubre de 2007.
- Juan Pablo Benotto, Rupecava: las raíces de la memoria. Apuntes para una historia de la "Ermita de Santa María de los Mártires, Pontedera, Bandecchi y Vivaldi, 1997